# 10216 Popastro
10216 Popastro eller 1997 SN3 är en asteroid i huvudbältet som upptäcktes den 22 september 1997 av den brittiske astronomen Stephen P. Laurie i Church Stretton. Den är uppkallad efter Society for Popular Astronomy.
Asteroiden har en diameter på ungefär 6 kilometer och den tillhör asteroidgruppen Merxia.